# Гончаров, Георгий Фёдорович
Гео́ргий Фёдорович Гончаро́в (род. 10 января 1930, Ростов-на-Дону) — советский и российский велотурист, полковник запаса, писатель

, преподаватель Дипломатической академии, регистрант Книги рекордов Гиннеса.
Окончил Киевское военное училище, полковник запаса. Работал в Министерстве иностранных дел, преподавал в Дипломатической академии.
На велосипеде собственной конструкции «Белый лебедь» совершил, как утверждается, начиная с 1955 года, велопробеги по различным регионам России и странам мира общей протяжённостью около 800 000 км.
Автор популярной брошюры «Ваш друг велосипед» (М.: Знание, 1988), вышедшей тиражом 5 млн экземпляров.